# 新界區專線小巴66K線
新界區專線小巴66K線是由棉記汽車旗下順威實業有限公司營運的一條香港小巴線，行走九肚山及沙田鐵路站之間，是唯一直達九肚山豪宅區的公共交通工具。

## 簡介及歷史
- 1985年2月15日：路線投入服務，往來九肚山至火炭火車站，由袁旗明鴻基專線小巴經營。[2]
- 1985年中：總站遷往沙田火車站（現稱沙田站）。
- 由於營辦商袁旗明鴻基專線小巴的掌控者袁氏家族早年處理合伙人關係不當，加上家族內部對各成員於公司內的權限有所爭拗，因此鴻基專線小巴近年多番捲入訴訟[3][4][5]。運輸署以該公司經營不善為由，決定收回該公司各條專綫小巴路線之經營權，並於2016年11月25日刊憲重新招標。[6]
- 2017年4月1日起：本線由棉記汽車轄下順威實業有限公司接辦，並加入「兩元乘車優惠」。[7][8]。

## 行車路線
途經：沙田車站圍、沙田鄉事會路、大埔公路–沙田段、大埔公路–馬料水段、九肚山路、馬樂徑、馬鈴徑、九肚山路、大埔公路–馬料水段、大埔公路–沙田段、沙田鄉事會路及沙田車站圍。
綠色字為豪宅區路段，不影響行車安全時沿途皆可上落客。

## 服務時間、班次及收費
此路線自每日上午6時25分開始服務，而服務完結時間分別為每日下午11時半（九肚山開）和每日下午11時15分（沙田站開），班次約10至15分鐘一班。此路線之全程收費為$7.5，並不設任何分段收費。